# Giraltovce
Giraltovce es un municipio del distrito de Svidník en la región de Prešov, Eslovaquia, con una población estimada a final del año 2024 de 3958 habitantes.
Se encuentra ubicado en el centro-norte de la región, cerca del río Ondava (cuenca hidrográfica del río Tisza) y de la frontera con  Polonia.

## Demografía
| Año        | 1994 | 2004    | 2014    | 2024    |
| ---------- | ---- | ------- | ------- | ------- |
| Población  | 4220 | 4186    | 4148    | 3958    |
| Diferencia |      | −0,80 % | −0,90 % | −4,58 % |

| Año        | 2023 | 2024    |
| ---------- | ---- | ------- |
| Población  | 3997 | 3958    |
| Diferencia |      | −0,97 % |